# Верховный суд Исландии
Верхо́вный су́д Исла́ндии (исл. Hæstiréttur Íslands) — высшая судебная инстанция Исландии.

## История
Верховный суд образован в 1919 году, сразу после обретения в 1918 году Исландией своей независимости в качестве самостоятельного королевства, находящегося в личной унии с Данией. До этого высшей судебной инстанцией в стране являлся Верховный суд Дании в  Копенгагене. Своё первое заседание Верховный суд провёл 16 февраля 1920 года. После 1944 года, когда Исландия окончательна обрела независимость и стала республикой, Верховный суд возглавил в стране судебную ветвь власти в системе разделения властей.

## Состав
Верховный суд состоит из двенадцати членов назначаемых Президентом по предложению Министра юстиции, осуществляющих свои полномочия пожизненно (по достижении 70 лет уходят в отставку). Председатель суда избирается судьями сроком на четыре года.

## Текущий состав
- Бенедикт Боргасон;
- Грета Балдурсдоттир;
- Хельги-Ингольфур Йонсон;
- Карл Аксельсон;
- Маркус Сигурбьёрнсон;
- Олфюр-Бёркюр Торвальдон;
- Видар-Мар Маттиассон;
- Торгейр Орлюгсон.

## Юрисдикция
Судебная власть в Исландии является двухуровневой. Нижний уровень состоит из районных судов, верхний уровень — Верховный суд, который рассматривает все категории дел (уголовные, гражданские, административные), в том числе разрешает конституционные вопросы (выполняет роль конституционного суда). На пленарных заседаниях Верховный суд рассматривает апелляционные жалобы на любые решения и приговоры нижестоящих судов, административных органов и полиции по вопросам как права, так и установления факта. Верховный суд также формирует единообразную практику для нижестоящих судов.
Судебная система Исландии по своему устройству аналогична судебной системе Норвегии.